# Bulgari
Bulgari (stylizováno jako BVLGARI) je světová firma luxusního zboží, zabývající se ruční i průmyslovou výrobou a prodejem šperků, hodinek, průmyslovou výrobou parfémů a kožené galanterie.

## Historie

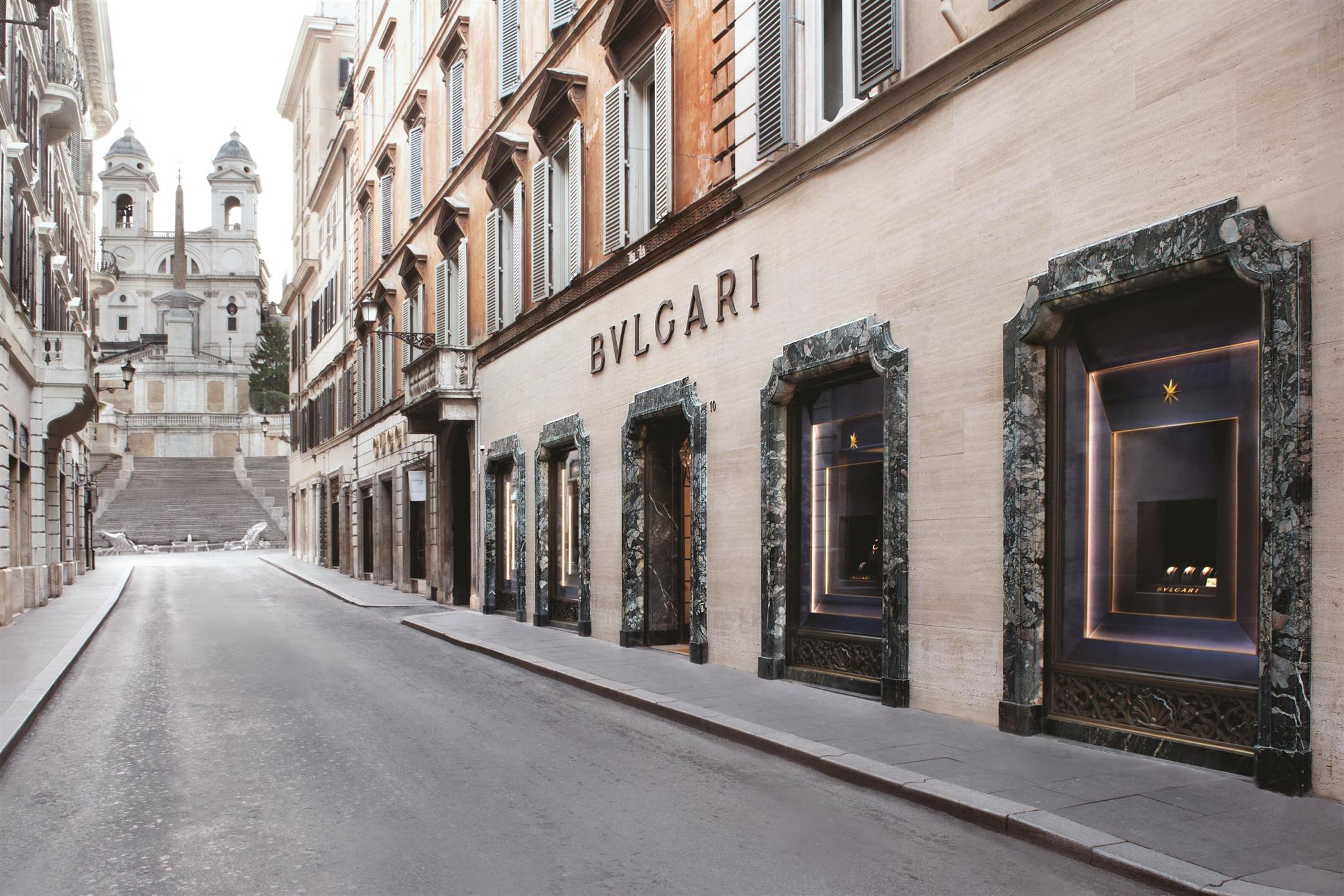
Nejstarší římský obchod na Via Condotti

Firmu založil roku 1884  řecký zlatník a podnikatel Sotirios Voulgaris (1857–1932) jako rodinný podnik. Z řecké transkripce a výslovnosti jeho jména (řecky: Σωτήριος Βούλγαρης, [soˈtirjos ˈbulɣaris]) se vyvinulo italské Sotirio Bulgari. Pocházel z vesnice Paramythia v kraji Epirus, kde si po roce 1870 otevřel první dílnu a obchod.
Roku 1877 přesídlil na Korfu, později do Neapole a roku 1881 do Říma, kde postupně založil několik obchodů svého zboží a starožitnictví, jeden z nich z roku 1884 existuje dosud.. Roku 1905 byl otevřen v historickém paláci na Via Condotti 10. Jeho vedení po otci převzali synové Costantino (1889–1973) a Giorgio (1890–1966), kteří ke šperkařské nabídce přidali také první hodinky. Původně k importovaným hodinovým strojkům zhotovovali jen pláště, pouzdra a řetízky. Zásadní vzestup firmy a zájem světové klientely nastal po roce 1910, kdy se design Bulgariho šperků obrátil ke vzorům francouzským a americkým. Větší obrat ke komerci se projevil po druhé světové válce, kdy nastala všeobecná poptávka po mainstreamovém šperku. Další vývojový stupeň přišel v roce 2010, kdy byla firma zařazena do řetězce luxusních značek a s nimi pronikla do obchodních řetězců celého světa. Proto jsou ceněny jednak nejstarší šperky, a dále staré kopie starožitných šperků či variace starších motivů.

## Současnost
V současnosti je tato firma po firmách Cartier a Tiffany považována za třetí největší na světě . Od roku 2010 je součástí francouzského koncernu světových značek luxusního zboží LVMH – Moët Hennessy Louis Vuitton. Zlaté a stříbrné zlacené šperky jsou zhotovovány ve velkých sériích průmyslově a značeny raženou značkou BVLGARI v pravoúhlém štítku nebo bez něj. Jejich cena je diktována světovou značkou a užitím luxusních drahokamů více než někdejším mistrovstvím šperkařského umění. Přizpůsobuje se tak klientele stovek obchodů na letištích i v metropolích celého světa.
Koncern zasahuje také do jiných průmyslových a obchodních odvětví, pod svou značkou například provozuje síť hotelů a investuje i do automobilového průmyslu.

## Galerie

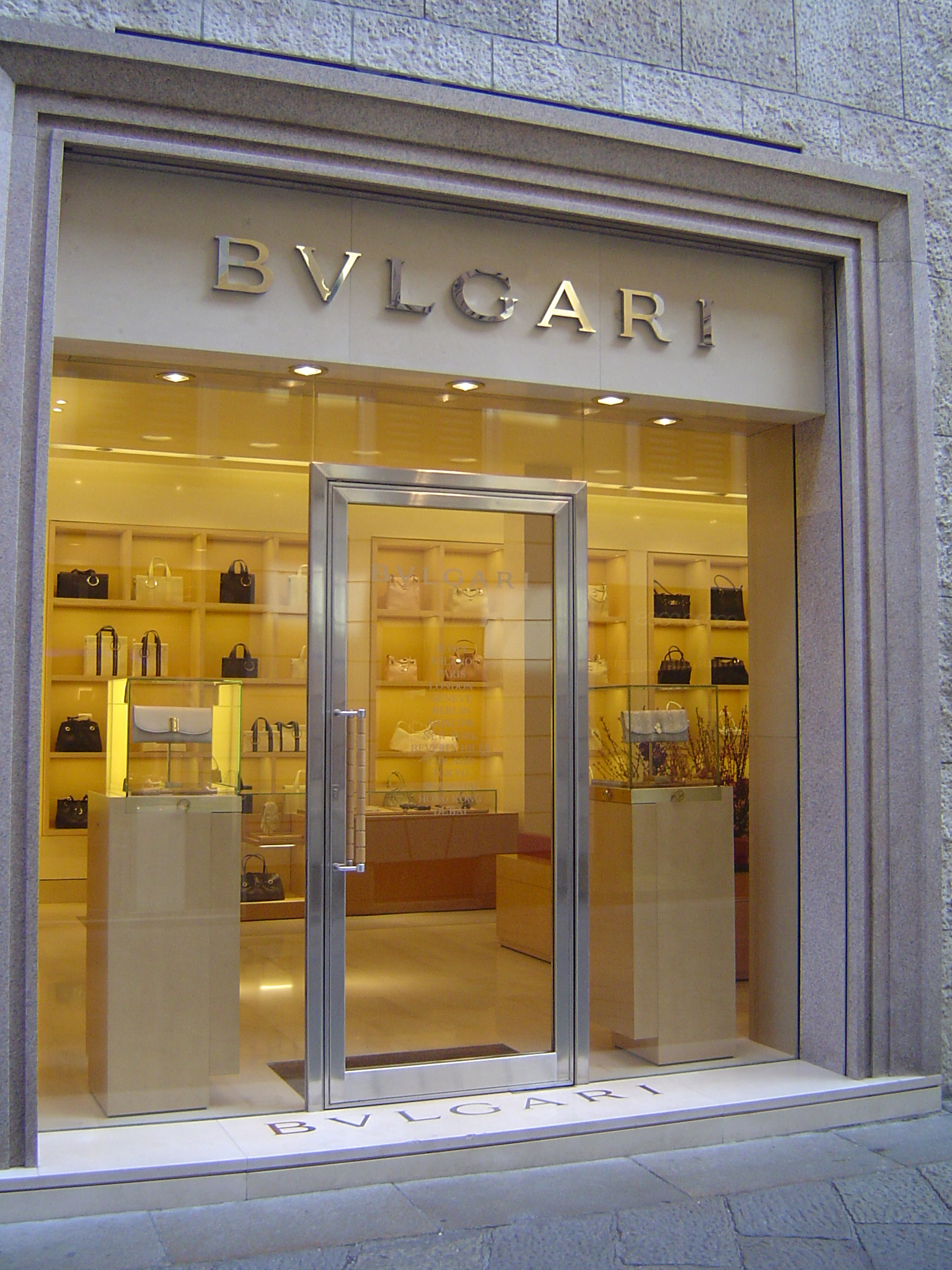
Bulgariho filiálka v Miláně
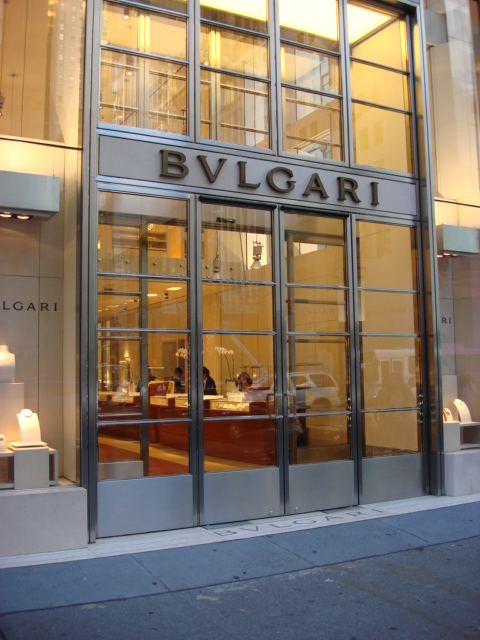
Obchod v New Yorku, 5th Avenue